# Carpathia
Die Carpathia war ein 1903 in Dienst gestelltes Passagierschiff der Cunard Line. Durch seine Rolle bei der Rettung der Überlebenden des Untergangs der Titanic erlangte es weltweite Bekanntheit.
Im Ersten Weltkrieg sank die Carpathia am 17. Juli 1918 rund 190 km westlich von Fastnet Rock, nachdem sie von einem Torpedo des deutschen U-Bootes U 55 getroffen worden war. Eigentümer des Wracks ist heute die US-Aktiengesellschaft Premier Exhibitions Inc., die auch exklusiv die Bergungsrechte der Titanic besitzt.

## Geschichte

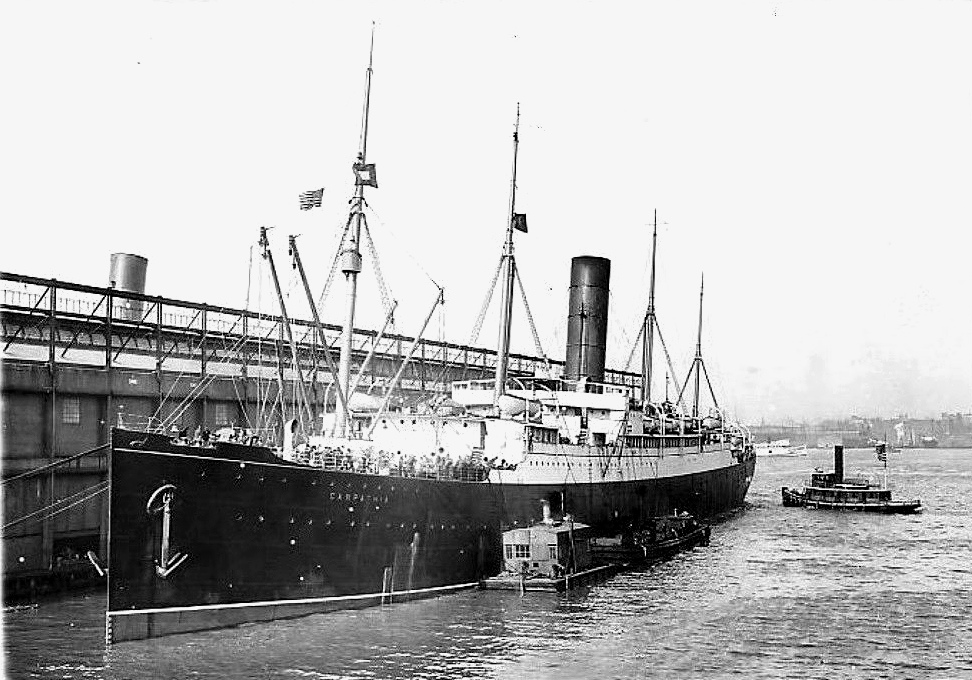
Die Carpathia am Pier 54 in New York (1912)

Das Schiff wurde im Auftrag der Cunard Line bei C. S. Swan & Hunter Ltd. in Newcastle upon Tyne am 10. September 1901 auf Kiel gelegt. Der Stapellauf erfolgte am 6. August 1902, nach der Ausrüstung des Schiffs begann am 5. Mai 1903 die Jungfernfahrt, die von Liverpool über Queenstown nach Boston führte. Von November 1903 bis Mai 1904 wurde sie auf der Strecke Triest–New York eingesetzt, bis sie ab Mai 1904 wieder die Route Liverpool–Queenstown–New York befuhr.
1905 wurde die Carpathia komplett umgebaut. Hatte sie vor dem Umbau eine Passagierkapazität von 1.700 Personen in der Zweiten und Dritten Klasse, so lag diese danach bei 2.550 Personen in den Klassen eins bis drei. Die Dritte Klasse verfügte dabei über wenige Kabinen, ein großer Teil der Passagiere wurde, wie schon vor dem Umbau, in Schlafsälen untergebracht.
Die Carpathia wurde fortan in den Sommermonaten auf der Nordatlantikroute und in den Wintermonaten für Fahrten von New York ins Mittelmeer eingesetzt. Von 1909 bis 1915 wurde sie ausschließlich für Fahrten von New York ins Mittelmeer eingesetzt. In den Jahren 1915 bis 1917 fuhr die Carpathia auch wieder auf der Nordatlantikroute von New York nach Liverpool.

## „Titanic“-Havarie

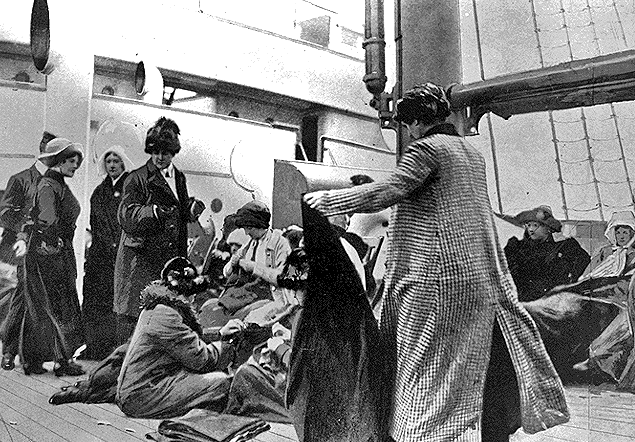
Überlebende der Titanic an Deck der Carpathia

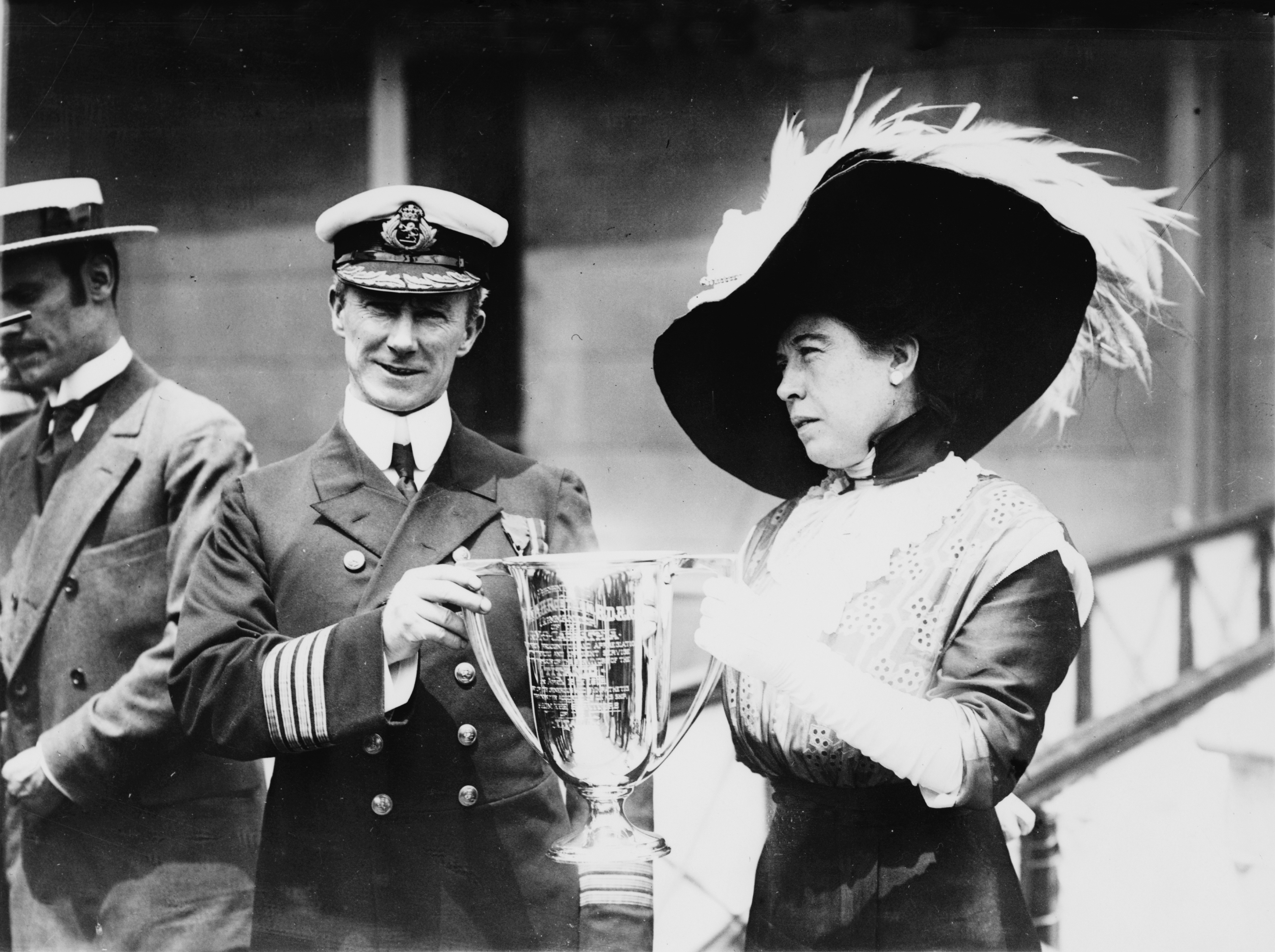
Molly Brown übergibt einen Pokal an Kapitän Arthur Rostron zum Dank für die Rettung der Titanic-Überlebenden

Am 11. April 1912 legte die Carpathia mit 743 Passagieren an Bord (128 Erste Klasse, 50 Zweite Klasse, 565 Dritte Klasse) unter dem Kommando von Kapitän Arthur Rostron von Pier 54 in New York ab. Sie hatte viele wohlhabende Amerikaner an Bord, die den Frühling am Mittelmeer verbringen wollten, und sollte dort verschiedene Häfen anlaufen. Darunter befanden sich der expressionistische Maler Colin Campbell Cooper mit Ehefrau Emma, die Journalisten Lewis P. Skidmore und Carlos F. Hurd, der Marinefotograf Francis H. Blackmarr, der Anwalt und Autor Philip Mauro sowie Hope Brown Chapin, Tochter des ehemaligen Gouverneurs von Rhode Island, Russell Brown. Einige Passagiere hatten zudem Verbindungen zu Passagieren der Titanic: Louis M. Ogden, Esq., und seine Frau Augusta (eine Enkelin von Alexander H. Rice) waren befreundet mit dem Verleger Henry Harper und dessen Frau, die auf der Titanic von einem ausgedehnten Ägypten-Urlaub zurückkehrten. Charles H. Marshall aus New York hatte drei Nichten auf der Titanic, die sich auf dem Rückweg von einem Familienbegräbnis in England befanden.

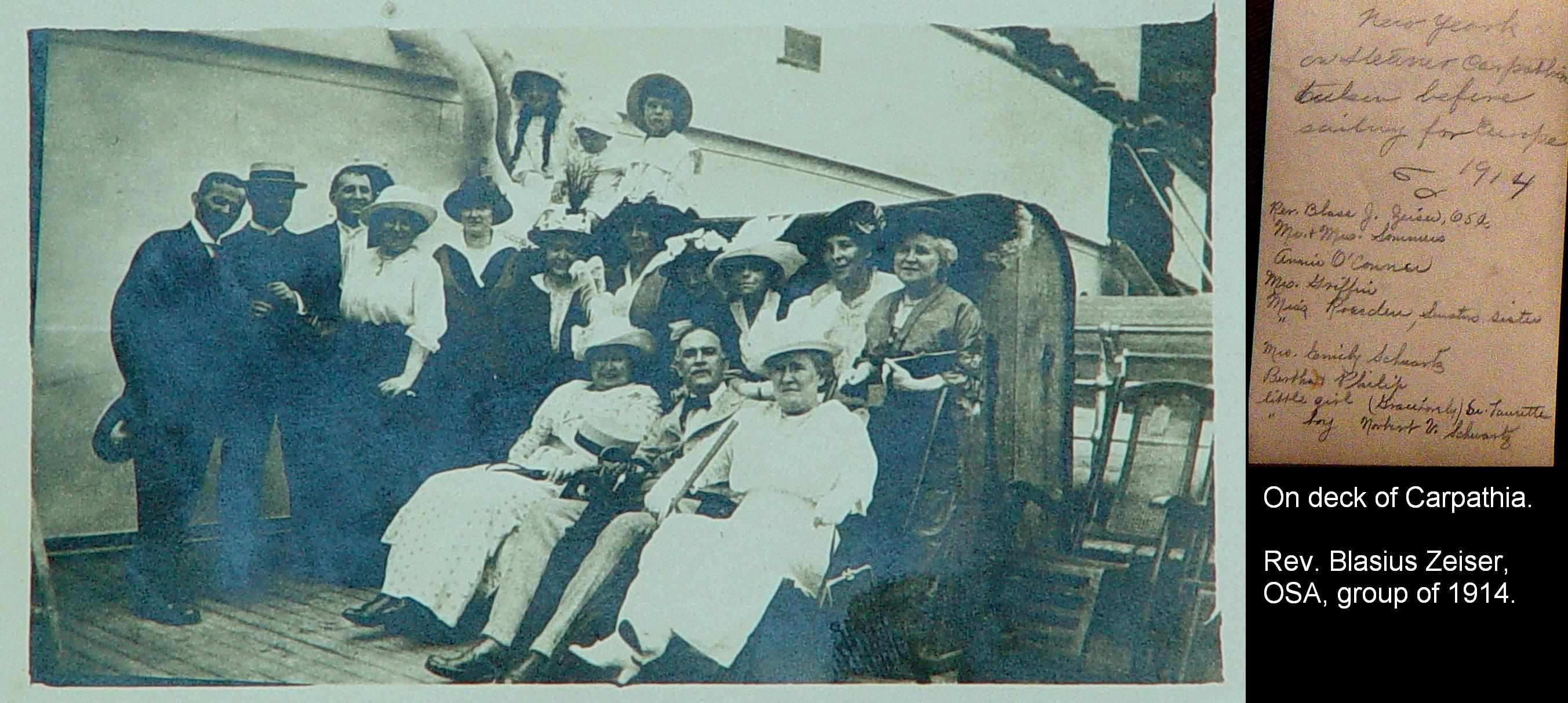
Passagiere an Deck der Carpathia (1914)

Am 15. April 1912 wurden kurz vor 00:30 Uhr auf der Carpathia die ersten per Funk übermittelten Notsignale der Titanic empfangen. Nachdem der Kapitän der Carpathia, Arthur Rostron, von diesem Notruf unterrichtet worden war, befahl er, trotz der Gefahr durch treibende Eisberge, volle Fahrt auf die gemeldete Position der havarierten Titanic aufzunehmen. Hierbei wurde eine Geschwindigkeit von 17 Knoten statt der normalen 14 Knoten erreicht, was vor allem den Heizern zu verdanken war, die unermüdlich Kohle in die Kesselfeuerungen schaufelten. Zudem wurde die Schiffsbeheizung ausgeschaltet, um allen verfügbaren Dampf auf den Antrieb zu übertragen. Zahlreiche Passagiere, die das bemerkten und die ausgefallene Heizung beanstanden wollten, wurden vom Sachverhalt unterrichtet und halfen bei den Vorbereitungsmaßnahmen zur Aufnahme der Titanic-Passagiere. Gegen 4 Uhr, gut 1 1⁄2 Stunden nach dem Untergang, erreichte die Carpathia als erstes Schiff die angegebene Position und nahm kurze Zeit später die ersten Überlebenden aus den Rettungsbooten an Bord.

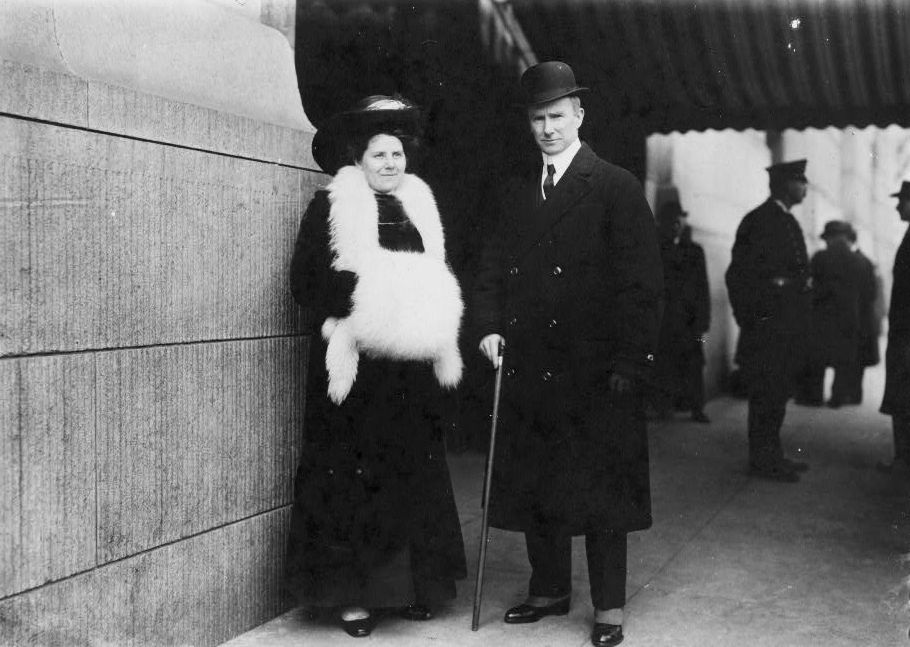
Kapitän Rostron und seine Frau

Am Abend des 18. April 1912 lief die Carpathia mit den 705 Überlebenden des Titanic-Unglücks im Hafen von New York ein, von tausenden Menschen im Battery Park und am Cunard Pier erwartet. Noch einige Zeit später wurden die Besatzungsmitglieder der Carpathia in allen Häfen, die das Schiff ansteuerte, als Helden gefeiert.

## Untergang
Am 17. Juli 1918 wurde die Carpathia als Versorgungsschiff im Ersten Weltkrieg vom deutschen U-Boot U 55 torpediert, daraufhin wurde ein Leck eingerissen; dann fing das Schiff Feuer, und drei Schotten brachen. So sank es innerhalb von zweieinhalb Stunden.
Fünf der 223 Personen an Bord kamen beim Untergang ums Leben. Die geringe Opferzahl beruhte unter anderem auf dem Umstand, dass das Schiff im Konvoi fuhr, sodass die Besatzungsmitglieder durch die anderen Schiffe aufgenommen werden konnten.

## Wrack
Die Lage des Wracks der Carpathia wurde 1999 zunächst als westlich von Land’s End in 200 Metern Tiefe angegeben. Diese Fundstelle wurde nach genauerer Erforschung der am 8. November 1936 gesunkenen Isis der Hamburg-Amerika-Linie zugeordnet. Im Folgejahr konnte die Fundstelle der Carpathia durch die National Underwater and Marine Agency als westlich des Fastnet-Felsens angegeben und verifiziert werden.
Jetziger Eigentümer des Wracks ist die US-Aktiengesellschaft Premier Exhibitions Inc., ehemals RMS Titanic Inc., die auch die exklusiven Bergungsrechte an der Titanic besitzt und deren geborgene Fundstücke weltweit ausstellt. Die Firma hatte das Eigentum an dem Wrack im April 2000 für eigene Aktien im Wert von damals 1.374.000 US-Dollar erworben. Sie plant, eine Bergungsaktion zur Carpathia zur Hebung von Objekten zu unternehmen. Zu diesem Zweck wurde ein Joint Venture gegründet, in dessen Rahmen die Partnerfirma einen 3-%-Anteil an dem Wrack für 500.000 US-Dollar erwarb. Rechnerisch entspricht das einer Bewertung des Eigentums an dem Wrack von 16,7 Millionen US-Dollar – unrealistisch hoch, betrachtet man den sehr schlechten Erhaltungszustand des Wracks.